# Comunità territoriale di Pirnove
La Comunità territoriale rurale di Pirnove (in ucraino Пірнівська селищна громада?) è una hromada ucraina, situata nel Distretto di Vyšhorod e nell'oblast' di Kiev. Il suo centro amministrativo è il villaggio di Pirnove.
L'area della comunità è di 727,1 km², e la popolazione è di 6 152 abitanti (dato del 2020).

## Suddivisioni

### Villaggi
- Pirnove (capoluogo)
- Boden'ky
- Lebedivka
- Nižča Dubečnja
- Novosilky
- Rovži
- Suvyd
- Voropaïv
- Vyšča Dubečnja
- Žukin